# 緑の街 (映画)
『緑の街』（みどりのまち）は、1998年に公開された小田和正の第2回映画監督作品。

## 解説
前作『いつか どこかで』同様、小田和正監督、脚本、音楽によるものだが、本作品は前作のような映画会社配給ではなく、全国のホール、公民館などに上映機材を持ち込んで上映をしていく「シネマ・ツアー」という公開形式をとった。「歌手である主人公が映画製作を果たす」というストーリーが、実体験を元に描かれていた。

## ストーリー
売れっ子ミュージシャンの夏目草介が、日本武道館で行われた全国ツアーの最終日、突然「今度、映画を作りますのでよろしくお願いします!」と宣言した。映画ビジネスはリスクが大きすぎると言って猛反対する事務所の社長・坂本を押し切り、既に書き上げていた脚本の映画化を進める草介。だが、彼は様々な困難にぶち当たることになる。まず、映画の配給元が主演女優を勝手に選んできてしまったのだ。
主人公を、今は劇団の裏方をしている元女優の一ノ瀬信子で当て書きしていた草介は、それを拒否。強引に信子を担ぎ出し、撮影に入る。だが、現場は素人監督にあまり協力的ではなかった。何かと撮影監督の田村が間に入ってくれるも、諍い（いさかい）が絶えない現場。それでも撮影は進み、いよいよラストシーンの撮影を迎える。
ところが、それまで順調だった信子がNGを連発。実は、草介が書いた脚本「遠い海辺」の中に出てくるミュージシャンと女優は、草介と信子の過去をダブらせたものだったのだ。草介の書いたエンディングに納得のいかない信子は、カメラの前に立つことが出来ない。そうしているうちに撮影日程や予算がきつくなり、スポンサーやタイアップも降り、遂には草介と田村の仲に亀裂が入って、映画は暗礁に乗り上げてしまう。失意の草介であったが、坂本に「本気で映画を撮りたかったんだろ？だったら最後までやってみろ」、助監督の真下からは「監督は（映画を作るという）大きな船に乗り込んできた。自分たちは期待していたけど、初めからそれにこたえる義務なんてなかった。操縦の仕方なんてわからなくてもいい。そんなことは最初から期待していない。それは僕ら（スタッフ）がやればいいこと。大切なのは監督が船を出したということだけど、その船は誰もが出せるわけではない」と叱咤され、映画を作りたいという気持ちをストレートにスタッフに説得。ラストシーンも書き直し、見事に映画を完成させるのであった。

## キャスト
- 夏目草介：渡部篤郎
- 一ノ瀬信子：中島ひろ子
- 田村：尾藤イサオ
- 和泉：河相我聞
- 真下：林泰文
- 紀子：魏涼子
- 広井：藤倉みのり
- 本間：大森南朋
- アキラ：実近順次
- 松井：角替和枝
- 朝妻：武田鉄矢
- しげさん：泉谷しげる
- 三沢：大江千里
- 滝川：大友康平
- 安西：加藤満
- 佐々：柳野幸成
- 真澄：秋山恭子
- 衣装係：新井絵美
- 船田：菅野良一（演劇集団キャラメルボックス）
- 野口：加藤昌史（演劇集団キャラメルボックス）
- 広告代理店社員：西川浩幸（演劇集団キャラメルボックス）
- 明樹由佳（演劇集団キャラメルボックス）
- Far East Club Band[1]
- アップル&ベアーズ
- 野辺剛正バンド
- 木村多江
- スカイジム従業員：時任三郎 (友情出演)
- 小町：大寶智子
- 坂本：津川雅彦

## エピソード
- 冒頭の草介のコンサートシーンは日本武道館で撮影されたが、これは出演者の一人である大友率いるバンド・HOUND DOGのコンサートを中断して行われた。
- 日清パワーステーションや府中の森芸術劇場・どりーむホール、日比谷野外音楽堂でもロケが行われ、府中の森芸術劇場でのシーンには当時坂本サトルが率いていたバンド、JIGGER'S SONが出演している（小田と坂本は東北大学の先輩、後輩の間柄にあたる）。
- 泉谷の出演は、彼と同姓同名の映画照明担当者が実在することにちなんでのものである[2]。

## スタッフ
- 監督・脚本・音楽：小田和正
- 製作者：吉田雅道、柘植靖司、桜井勉、石矢博
- 撮影：西浦清、今井裕二
- 助監督：武田秀雄、兼重淳
- 美術：小川富美夫
- 装飾：三浦伸一
- 録音：安藤邦男
- 編集：小川亜紀子
- 音響効果：柴崎憲治
- 照明：市川元一
- 音楽監督：木下智明、田靡秀樹
- スタイリスト：丸山徹
- スクリプター：長坂由起子
- スチール：中元裕章
- 監督秘書：船越達也
- 配給：ファー・イースト・クラブ
- 製作：ファー・イースト・クラブ、バンダイビジュアル、ファンハウス